# Angus Deayton
Gordon Angus Deayton, född  6 januari 1956 i Banstead, Surrey är en brittisk komiker, skådespelare och TV-programledare.

## Utmärkelser
Deayton har bland annat vunnit British Comedy Awards Best TV Comedy Newcomer 1991.

## Rollista i urval
- 1983 – The Black Adder (TV-serie)
- 1990–2000 – One Foot in the Grave (TV-serie)
- 1991 – Mr. Bean (TV-serie)
- 1998 – Elizabeth
- 2003 – Absolute Power (TV-serie)
- 2006 – Love and Other Disasters
- 2013–2015 – Waterloo Road (TV-serie)
- 2019 – Mord i paradiset (TV-serie)

## Programledare i urval
- 1990–2002 – Have I Got News For You (TV-serie)
- 2007–2008 – Would I Lie to You? (TV-serie)